# Camptoprosopella decolor
Camptoprosopella decolor är en tvåvingeart som beskrevs av Shewell 1939. Camptoprosopella decolor ingår i släktet Camptoprosopella och familjen lövflugor. Inga underarter finns listade i Catalogue of Life.